# Desa Pamalayan (administrativ by i Indonesien, lat -7,62, long 107,70)
Desa Pamalayan är en administrativ by i Indonesien.   Den ligger i provinsen Jawa Barat, i den västra delen av landet, 180 km sydost om huvudstaden Jakarta.